# Pangio
Pangio är ett släkte av fiskar. Pangio ingår i familjen nissögefiskar.

## Dottertaxa tillPangio, i alfabetisk ordning[1]
- Pangio agma
- Pangio alcoides
- Pangio alternans
- Pangio anguillaris
- Pangio apoda
- Pangio atactos
- Pangio bitaimac
- Pangio borneensis
- Pangio cuneovirgata
- Pangio doriae
- Pangio elongata
- Pangio filinaris
- Pangio fusca
- Pangio goaensis
- Pangio incognito
- Pangio kuhlii
- Pangio lidi
- Pangio longimanus
- Pangio longipinnis
- Pangio lumbriciformis
- Pangio malayana
- Pangio mariarum
- Pangio muraeniformis
- Pangio myersi
- Pangio oblonga
- Pangio pangia
- Pangio piperata
- Pangio pulla
- Pangio robiginosa
- Pangio semicincta
- Pangio shelfordii
- Pangio signicauda
- Pangio superba